# Christian Ballard
Christian Ballard (Newport News, 3 gennaio 1989) è un ex giocatore di football americano statunitense che ha giocato nel ruolo di defensive tackle per i Minnesota Vikings della National Football League (NFL). Scelto dai Vikings nel corso del quarto giro (106º assoluto) del Draft NFL 2011, aveva precedentemente giocato a football al college per l'Università dell'Iowa.

## Carriera universitaria
Dopo essersi diplomato nel 2006 alla Lawrence Free State High School (della cui squadra di football fu anche capitano), Ballard decise di accettare la proposta avanzatagli dagli Iowa Hawkeyes e nel 2007, suo anno come freshman, diede subito un importante apporto alla sua nuova squadra, disputando 10 match e mettendo a segno 15 tackle (5 da solo e 10 assistiti), 4 tackle con perdita di yard e 2.5 sack giocando come defensive end. L'anno successivo, come sophomore divenne titolare e triplicando il suo apporto in termini di tackle (40 suddivisi in 14 da solo e 26 assistiti) e mettendo a segno altri 3.5 tackle con perdita di yard ed 1.5 sack.
Nel 2009 fece coppia con Adrian Clayborn formando una delle coppie di end più temute dagli attacchi delle altre università. In quest'anno Ballard, che scese in campo come titolare in tutti e 13 i match, incrementò ulteriormente il numero di tackle messi a segno, 54 di cui 18 da solo e 36 assistiti, quello di sack, 5.5, e quello di tackle con perdita di yard, 9. Al termine della stagione Ballard fu inserito nel 3rd Team All-Big Ten dal Phil Steele College Football Magazine e fu insignito dell'onorevole menzione All-Big Ten dall'Associazione degli Allenatori. Nel 2010 disputò nuovamente da titolare in tutti e 13 i match, mettendo a segno 43 tackle, 5 tackle con perdita di yard e 2.5 sack.
Al termine della stagione, l'ultima nel football universitario, fu inserito nel First team all-Big Ten da Sports Illustrated, vinse di nuovo l'onorevole menzione All-Big Ten assegnatagli dall'Associazione degli Allenatori ed un'altra dall'Associated Press e ricevette il Coaches Appreciation Award e soprattutto l'ambita convocazione al Senior Bowl, all-star game universitario cui prendono parte i migliori prospetti eleggibili nel Draft NFL. Ballard chiuse la sua carriera con gli Hawkeyes con un totale di 152 tackle, 21.5 tackle con perdita di yard e 12.5 sack.

## Carriera professionistica

### Minnesota Vikings
Considerato uno dei più atletici defensive lineman del Draft NFL 2011, Ballard, inizialmente pronosticato per la fine del primo giro (Mel Kiper, analista di ESPN, lo aveva dato come 29ª scelta assoluta ai Green Bay Packers), fu in seguito trovato positivo alla marijuana ai test antidroga della NFL Combine fatto che indusse i vari team, intimoriti da una sua possibile intemperanza caratteriale, a farlo scivolare sin fino al quarto giro, quando i Vikings, che lo scelsero come 106º assoluto del Draft, decisero che era giunto il momento di fare il classico investimento a basso rischio (data la scelta assoluta) ma dal possibile alto rendimento.
Nei primi due anni Ballard fu impiegato dai Vikings come backup tackle scendendo in campo in tutti e 32 (16 nel 2011 in cui fu l'unico rookie assieme a Larry Dean a scendere in campo in tutti i match, e 16 nel 2012) gli incontri di stagione regolare venendo scelto in due occasioni come titolare, entrambe nel 2011, la prima contro i Packers e la seconda contro i Lions e mettendo a segno 29 tackle (16 da solo e 13 assistiti), 1 sack e 2 fumble recuperati.
Nel 2013, spinto da motivazioni a giocare a football che stavano venendo meno, decise di ritirarsi dal football giocato dopo solo 2 stagioni tra i professionisti.

## Vittorie e premi
Nessuno

## Statistiche
| Partite totali      | 32 |
| Partite da titolare | 2  |
| Tackle              | 29 |
| Sack                | 1  |
| Intercetti          | 0  |